# Ibn an-Nafīs

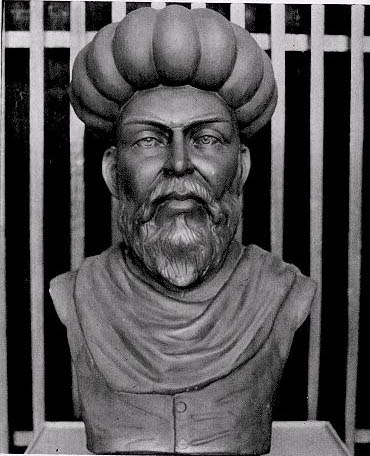
Büste des Ibn al-Nafis

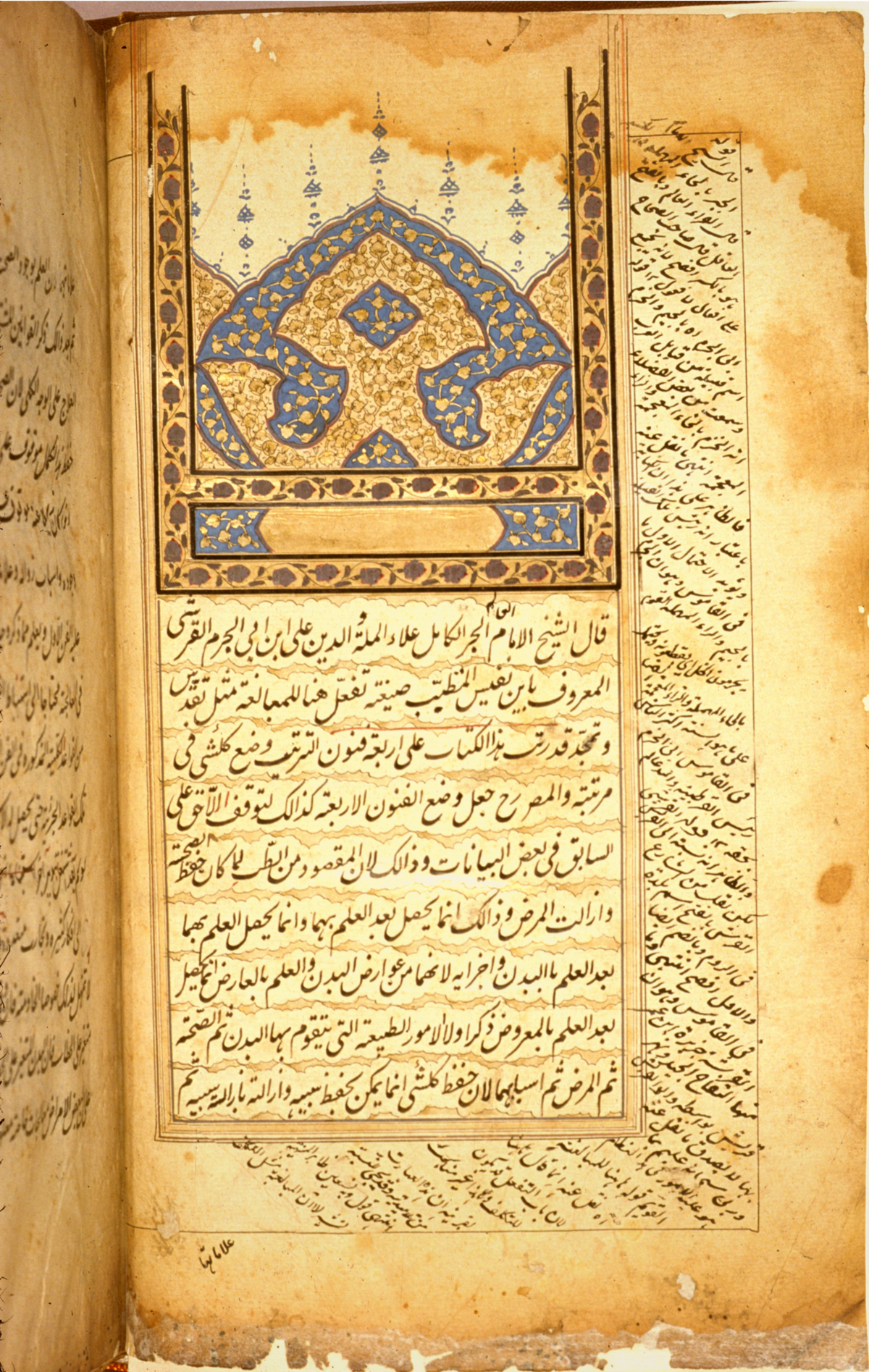
Erste Seite aus einem seiner medizinischen Werke

Ibn an-Nafīs (arabisch ابن النفيس), genannt auch al Quras(c)hi und el Koraschi (mit vollem Namen ʿAlā' ad-Dīn Abū l-Hasan ʿAlī ibn Abī Hazm al-Quraschī ad-Dimaschqī / علاء الدين أبو الحسن علي بن أبى حزم القرشي الدمشقي / ʿAlāʾu d-Dīn Abū l-Ḥasan ʿAlī bin Abī Ḥazm al-Qurašī ad-Dimašqī; geboren 1210 oder 1213 in oder bei Damaskus; gestorben am 17. Dezember 1288 in Kairo), war ein syrisch-arabischer Universalgelehrter und Arzt.
Er studierte während seiner Jugendzeit Grammatik, Logik, Koran und Medizin im Nuri-Hospital in Damaskus. Später erhielt er, als einer der besten Studenten ein Stipendium für das Nasiri-Hospital in Kairo, wo er später die Leitung übernahm und zum Leibarzt von Sultan Baibars I. wurde.
Bekannt ist er vor allem durch die (theoretische) Erstbeschreibung des kleinen Blutkreislaufs, besser bekannt als Lungenkreislauf Seine Entdeckung bzw. Beschreibung der Bewegung des Blutes vom rechten Herzen durch die Lunge zum linken Herzen stand in Gegensatz zur antiken Vorstellungen wie sie seit Aristoteles und später von Avicenna (Ibn Sina) gelehrt wurden, wobei er den schon von Galen postulierten Verbindungen zwischen Herz und Lunge wieder näher kam als Avicenna. Allerdings fand er nicht die von Galen gedachten „Poren“ zwischen den Herzkammern und schlussfolgerte, dass der Weg des Blutes von der Hohlvene und die rechte Herzkammer in die linke Herzkammer nicht durch diese Poren in der Herzscheidewand, sondern über die Lungenarterie und die Lunge verlaufen müsse. Seine Erwägungen zum Blutkreislauf wurden im 16. Jahrhundert durch den Arzt und Theologen Michel Servet sowie im 17. Jahrhundert durch den englischen Arzt William Harvey wieder aufgenommen. Doch im Gegensatz zu diesem konnte sich Ibn an-Nafis auf keine empirischen Erfahrungen stützen, sondern gelangte zu seinen Ergebnissen vor allem auf dem Weg theoretischer Überlegungen. Auch die Versorgung des Herzens durch die Koronargefäße erkannte er.
Des Weiteren kommentierte er neben den galenischen auch medizinische Schriften von Hippokrates, Avicenna (Ibn Sina) und Hunayn ibn Ishaq, schrieb Bücher über Diätetik und Augenkrankheiten sowie einen Roman, der im lateinischen Westen unter dem übersetzten Titel Theologus Autodidactus erschien.